# Pravna fakulteta v Würzburgu
Pravna fakulteta v Würzburgu (nemško Juristische Fakultät) je fakulteta, ki deluje v okviru Univerze v Würzburgu in je bila ustanovljena leta 1582.
V sklopu fakultete deluje tudi Inštitut za notarsko pravo Univerze v Würzburgu.